# Als die Welt verloren
Als die Welt verloren (polnisch: Gdy się Chrystus rodzi; weitere deutsche Übersetzung: Christus kam zur Erde) ist ein polnisches Weihnachtslied eines unbekannten Verfassers, das in der Übersetzung von Gustav Kucz und auch im polnischen Original 1993 in das deutschsprachige Evangelische Gesangbuch (EG) aufgenommen wurde.

## Entstehung und Verbreitung
Entstanden ist Gdy się Chrystus rodzi in Polen vor 1843, ebenso seine Melodie, deren Komponist ebenfalls nicht bekannt ist, die das Lied jedoch in seinem Heimatland sehr populär gemacht hat. Erstmals gedruckt findet es sich 1843 in Michał Mioduszewskis Weihnachtsliedersammlung Pastorałki i kolędy z melodyjami. Es fußt auf der biblischen Erzählung der Verkündigung der Geburt Christi an die Hirten in Lk 2,8-14 .
In Polen ist das Weihnachtslied sehr beliebt und verbreitet und wurde u. a. durch die Ensembles Mazowsze und Śląsk sowie von Teresa Żylis-Gara, Wiesław Ochman (1976), Eleni Tzoka (1986), Stanisław Sojka (1991), Mieczysław Szcześniak (1998), Anna Maria Jopek (1998), Violetta Villas (2001), Maryla Rodowicz (2001), Golec uOrkiestra (2003), Krzysztof Krawczyk (2010), Agnieszka Włodarczyk (2011), Edyta Geppert (2011) und Jacek Wójcicki (2012) auf Tonträger eingespielt.
Der Verleger Adolf Strube sorgte für die Verbreitung in Deutschland, als er für seine Ausgabe der Europäischen Weihnachtslieder 1954 Gustav Kucz den Übersetzungsauftrag erteilte.
1972 veröffentlichte Margret Birkenfeld auf ihrem Weihnachts-Konzeptalbum Machet die Tore weit eine neue Übersetzung ins Deutsche unter dem Titel Christus kam zur Erde. Eine Neuübersetzung, die ebenfalls mit den Worten „Als die Welt verloren“ beginnt, aber dann anders fortfährt, schuf Heidi Kirmße 2001.

## Text

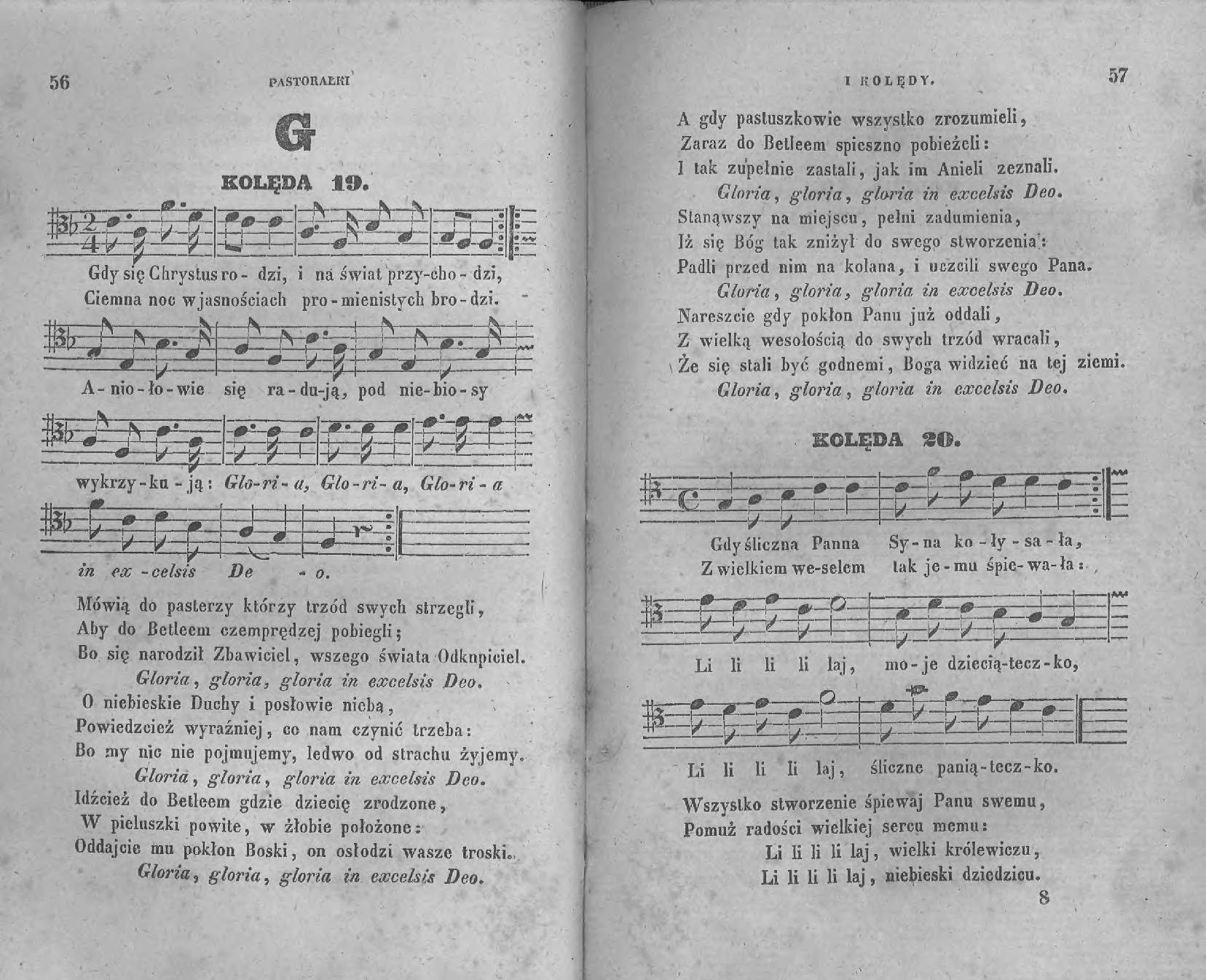
Erstdruck bei Michał Mioduszewski: Pastorałki i kolędy. Krakau 1843

Gdy się Chrystus rodzi

i na świat przychodzi,

Ciemna noc w jasnościach

promienistych brodzi.

Aniołowie się radują,

Pod niebiosa wyśpiewują:

Gloria, Gloria, Gloria

in excelsis Deo!

Mówią do pasterzy,

którzy trzód swych strzegli,

Aby do Betlejem

czym prędzej pobiegli,

Bo się narodził Zbawiciel,

Wszego świata Odkupiciel.

Gloria, Gloria, Gloria

in excelsis Deo!

## Melodie
Die Melodie des Liedes ist in verschiedenen voneinander abweichenden Versionen verbreitet. Eine heute verbreitete Melodiefassung, der auch die Fassung im Evangelischen Gesangbuch zugrunde liegt, weicht im Mittelteil von Mioduszewskis Erstdruck von 1843 ab, und stimmt dafür in diesem Abschnitt auffallend mit dem salzburgischen Weihnachtslied Still, still, still überein. Ob diese Übereinstimmung zufällig ist, oder ob ein Zusammenhang zwischen den Liedern besteht, ist derzeit nicht erforscht.

## Inhalt
Gdy się Chrystus rodzi verbindet die Erzählung von der Engelerscheinung auf dem Hirtenfeld mit einem Refrain, der aus den Anfangsworten des Gloria der Lateinischen Messe besteht. Nicht zuletzt hat diese Anlage das Lied nach Bekanntheit und Beliebtheit an die Spitze der polnischen Weihnachtslieder gebracht.
Der polnische Originaltext setzt mit der Geburt Christi ein („Als Christus geboren wurde“), während die deutsche Übersetzung die Weltverlorenheit (ähnlich wie in O du fröhliche (EG 44): „Welt war verloren, Christ ist geboren“) an den Anfang stellt. In das Dunkel der Weltverlorenheit strahlt nun aber der Engelgesang, in deren Chor der Liedsänger mit dem Gloria gleichsam hineingenommen wird: Gloria in excelsis Deo! Auf diesen Lobgesang läuft auch die biblische Erzählung hinaus und wird in dem Liede nun – nach der Aufforderung der Engel an die Hirten, nach Bethlehem zu eilen – in der zweiten Strophe wiederholend verstärkt.
Während in der polnischen Form und in der Kucz-Übersetzung das Lied als Engelsgesang verstanden wird, erhält es im Evangelischen Gesangbuch (EG 53) durch die Ergänzung einer auf 1988 datierten dritten Strophe (deren Verfasser ungenannt bleibt) die Form eines Hirtenliedes. So erklingt das Gloria der Engel im Refrain dann auch direkt beim Kind in der Krippe.
Weil das Lied im Evangelischen Gesangbuch auch mit dem polnischen Text abgedruckt ist, kann das Gloria auch zweisprachig in den Gottesdiensten erklingen und damit die volkstümliche Beliebtheit des Liedes von Polen in den deutschen Sprachraum tragen.